# 島田満
島田 満（しまだ みちる、1959年5月19日 - 2017年12月15日）は、日本の脚本家。女性。日本脚本家連盟理事。
テレビアニメを執筆の中心にし、1980年代前半のデビューから、2000年代まで30年以上第一線で活躍したベテラン。代表作はテレビアニメ『ロミオの青い空』など。一時期“しまだみちる”名義で活動していた時期があった。

## 略歴
東京都出身のO型<ref="birth"/>。幼い頃からディズニーや東映動画の長編アニメーションを好んでいたという。
早稲田大学教育学部国文科卒業。大学在学中には、オリエンテーリングクラブに所属、その一方で映画研究会の実写の自主製作映画に3本出演した。1981年、大学3年の時に東映動画が10年ぶりに新人採用を行なうことを知り、演出家の新人研修生の試験を受験。試験にはトップの成績で合格しながらも、当時の東映動画では女性を演出家として採用しない方針だったため、脚本を執筆したらどうかと勧められた。これにより七條敬三東映動画プロデューサーの下でテレビアニメ『Dr.スランプ アラレちゃん』の脚本を執筆、大学在学中の1982年2月10日放映の第42話「ジャングルの王者パーザン」でデビューを果たした。
番組担当プロデューサーだった七條は、他にもこの番組で井上敏樹を脚本家デビューさせ、タツノコプロ出身の小山高生を東映動画で初めて執筆させるなど、新しい血の導入に積極的だったことが、島田にも幸いした。なおこの時の東映動画の研修生募集の合格者には、演出が、佐藤順一・有迫俊彦・梅澤淳稔・江幡宏之・大久保唯男・貝澤幸男・芝田浩樹・島田満・西尾大介。作画が、新井浩一・安藤正浩・井手武生・鈴木郁乃・中鶴勝祥・梨澤孝司・濱洲英喜といった面々である。島田と共に後の東映動画を支えていくメンバーとなっていった。
以後、『Dr.スランプ アラレちゃん』には新人ながらレギュラーとして定着して、1か月に1本のペースで執筆。その後も多くの人気作品に参加し、順調にキャリアを重ねていった。フリーの島田は東映動画以外の作品にも携わり、特に1990年代の世界名作劇場（日本アニメーション制作）には、島田の存在は欠かせないものであった。
1980年代にはアニメ業界で一種アイドル的な存在で、美人脚本家と謳われた。アニメ雑誌にエッセイや小説を連載。単発の記事にもしばしば登場した。
1990年の『ウルトラQ ザ・ムービー 星の伝説』の前身である『ウルトラQ』企画にも携わっていたが企画が中止された。しかし、これは後の「平成ガメラ三部作」の出発点の一つとなった。
2017年12月15日、2016年より患っていた病により死去。58歳没。

## 人物
結婚歴があり、娘がいる。

## 参加作品

### テレビアニメ
- Dr.スランプ アラレちゃん（1981年 - 1986年）脚本
- うる星やつら（1981年 - 1986年）脚本
- みゆき（1983年 - 1984年）脚本
- 魔法の天使クリィミーマミ（1983年 - 1984年）脚本
- 魔法の妖精ペルシャ（1984年 - 1985年）脚本
- OKAWARI-BOY スターザンS（1984年）脚本
- ダーティペア（1985年）脚本
- ハイスクール!奇面組（1985年 - 1987年）脚本
- タッチ（1985年 - 1987年）脚本
- ドラゴンボール（1986年 - 1989年）脚本
- めぞん一刻（1986年 - 1988年）脚本
- 陽あたり良好!（1987年 - 1988年）脚本
- それいけ!アンパンマン（1988年）脚本
- ピーターパンの冒険（1989年）脚本 ※雪室俊一と共同[9]
- ミラクルジャイアンツ童夢くん（1989年 - 1990年）脚本
- アイドル天使ようこそようこ（1990年 - 1991年）脚本
- おちゃめなふたご クレア学院物語（1991年）脚本
- 新世紀GPXサイバーフォーミュラ（1991年）脚本
- わたしとわたし ふたりのロッテ（1991年 - 1992年）脚本
- フランダースの犬 ぼくのパトラッシュ（1992年 - 1993年）脚本
- 若草物語 ナンとジョー先生（1993年）全話脚本
- ロミオの青い空（1995年）全話脚本
- るろうに剣心 -明治剣客浪漫譚-（1996年 - 1998年）脚本
- ゲゲゲの鬼太郎<第4作>（1996年 - 1998年）脚本
- 家なき子レミ（1996年 - 1997年）脚本
- 金田一少年の事件簿（1997年 - 2000年）脚本
- キョロちゃん（1999年 - 2001年）脚本
- ONE PIECE（1999年 - ）脚本
- とっとこハム太郎（2000年 - 2006年）脚本
- 名探偵コナン（2002年 - 2004年）脚本
- onちゃん夢パワー大冒険！（2003年）脚本[10]
- 電光超特急ヒカリアン（2002年 - 2003年）脚本
- 学園アリス（2004年 - 2005年）脚本
- ギャラリーフェイク（2005年）脚本
- 雪の女王（2005年 - 2006年）脚本
- フラカッパー（2006年 - ）脚本
- ぷるるんっ!しずくちゃん（2006年 - 2007年）脚本
- 恋する天使アンジェリーク 〜心のめざめる時〜（2006年）シリーズ構成・脚本
- 恋する天使アンジェリーク 〜かがやきの明日〜（2007年）シリーズ構成・脚本
- うっかりペネロペ（2006年）シリーズ構成・脚本
- 風の少女エミリー（2007年）シリーズ構成・脚本
- ななついろ★ドロップス（2007年）シリーズ構成・脚本[11]
- レ・ミゼラブル 少女コゼット（2007年）脚本
- しゅごキャラ!（2007年 - 2008年）シリーズ構成・脚本
- テレパシー少女 蘭（2008年）脚本
- こんにちは アン 〜Before Green Gables（2009年）シナリオディレクター・脚本
- チェブラーシカ あれれ?（2009年）シリーズ構成・脚本
- うっかりペネロペ第2シーズン（2009年）シリーズ構成・脚本
- ジュエルペット てぃんくる☆（2010年）シリーズ構成・脚本
- うたの☆プリンスさまっ♪ マジLOVE1000%（2011年）脚本
- リトルバスターズ!（2012年）シリーズ構成・脚本
- リトルバスターズ! 〜Refrain〜（2013年）シリーズ構成・脚本
- うっかりペネロペ第3シーズン（2013年）シリーズ構成・脚本
- めいたんていラスカル（2014年）シリーズ構成・脚本
- 金田一少年の事件簿R（2014年、2015年）脚本
- リトルウィッチアカデミア（2017年）シリーズ構成・脚本
- うっかりペネロペ第4シーズン（2017年）シリーズ構成・脚本

### OVA
- ルーツ・サーチ 食心物体X（1986年）構成・脚本・主題歌スキャット
- 宇宙家族カールビンソン（1988年）脚本
- アッセンブル・インサート（1989年 - 1990年）脚本
- 究極超人あ〜る（1991年）シナリオアドバイザー
- チャイナさんの憂鬱（1992年）脚本
- 逮捕しちゃうぞ（1994年）脚本
- ハム太郎のおたんじょうび ママをたずねて三千てちてち（2002年）脚本 ※しまだみちる名義
- リトルバスターズ! EX（2014年）シリーズ構成・脚本

### 劇場アニメ
- Dr.スランプ アラレちゃんシリーズ
  - Dr.SLUMP “ほよよ!”宇宙大冒険（1982年）脚本
  - Dr.スランプ アラレちゃん ほよよ!夢の都メカポリス（1985年）脚本
- めぞん一刻 完結篇（1988年）脚本
- それいけ!アンパンマン とべ! とべ! ちびごん（1991年）脚本
- ゲゲゲの鬼太郎 おばけナイター（1997年）脚本
- 金田一少年の事件簿2・殺戮のディープブルー（1999年）脚本
- ゲゲゲの鬼太郎 鬼太郎の幽霊電車（1999年）脚本 ※3Dシアター作品[12]
- ONE PIECE（2000年）脚本
- 銀河鉄道999 ガラスのクレア（2000年）脚本 ※3Dシアター作品
- The AURORA 海のオーロラ（2000年）脚本
- 銀河鉄道999 虹の道標（2001年）脚本 ※3Dシアター作品
- 劇場版 とっとこハム太郎 ハムハムランド大冒険（2001年）脚本
- 劇場版 とっとこハム太郎 ハムハムハムージャ! 幻のプリンセス（2002年）脚本
- チェブラーシカ（2010年）脚本 ※中村誠ほか数名との共同
- それいけ!アンパンマン すくえ! ココリンと奇跡の星（2011年）脚本
- Fキャラオールスターズ大集合 ドラえもん&パーマン 危機一髪!?（2012年）脚本
- やなせたかしシアター ハルのふえ（2012年）脚本
- リトルウィッチアカデミア魔法仕掛けのパレード（2015年）脚本
- ちえりとチェリー（2016年）脚本 ※中村誠と共同[13]

### その他アニメ
- 世界名作童話 まんがシリーズ（1983年）脚本

### テレビドラマ
- 猫、ふんじゃッた!（1989年）脚本
- 世にも奇妙な物語「プレゼント」（1990年）脚本
- 海はきっと君に優しい（1990年）脚本
- 駅（1990年）脚本
- J-BOAT（1991年）脚本
- わたしの欲しい結婚（1993年）脚本
- 火曜サスペンス劇場「追跡（5）」（1999年）脚本

#### 特撮
- 超新星フラッシュマン（1986年 - 1987年）脚本

### イメージアルバム
- 究極超人あ〜る（1987年）天野小夜子の声および歌

### 作詞
- LOVE CHASER（『Dr.SLUMP ほよよ! 宇宙大冒険』挿入歌）
- 英雄のマーチ（『ロミオの青い空』イメージソング）
- いいゆめをみるおまじない（以下、『うっかりペネロペ』劇中歌）
- おおきくなったらなんになる？
- ペネロペのたのしいハロウィン
- ペネロペのおたんじょうび
- ペネロペのこもりうた
- ペネロペのはる、なつ、あき、ふゆ
- 雪が降った日
- ふたつの夜（『リトルウィッチアカデミア』劇中歌）

### 映画・人形劇
- アップルポップ（1987年）シリーズ構成・脚本
- ワンルーム・ストーリー（1991年）脚本[14]
- 学校の怪談3（1997年）脚本 ※しまだみちる名義
- あつまれじゃんけんぽん 「ほのぼの村のウータン」（1997年 - 2001年）脚本

## 著書
- ぼくらのペレランディア! （1986年）小説
  - 表紙・挿絵は田中敦子。アニメージュ文庫（徳間書店）より発売
  - NHK-FM放送 青春アドベンチャーにてラジオドラマ化された
  - 電子書籍として復刊時に「ペレランディア!」（2002年）に改題、画は佐藤好春に変更
- 虹の魔法使い（1985年） 童話※ニュータイプ掲載（土田勇　挿絵）
- 虹の世紀シェラトーン　(1989年) 小説　アニメディアに掲載
- とっとこハム太郎つれてってえほんシリーズ「とびだせ！ハム太郎」「リボンちゃんのたからもの」「マフラーちゃんのおへや」　(2000年) 絵本 小学館（須藤昌朋、山中純子、佐藤雅枝　挿絵）
- 世界名作劇場シリーズ 「家族ロビンソン漂流記　ふしぎな島のフローネ」「愛の若草物語」「若草物語　ナンとジョー先生」「ロミオの青い空」「ピーターパンの冒険」「愛少女ポリアンナ物語」 絵本　（2001-2003年） 絵本　ぎょうせい
- お菓子の国のテディベア（2003年）童話　PHP研究所（井川恵美　挿絵）
- 子どもがスヤスヤ眠る夢みるお話（2005年）童話 PHP研究所（井川恵美　挿絵）　韓国でも出版された
- ロミオの青い空　脚本集上・下（2004年）fukkan.com（放送10年後、新作2本の脚本が新しく追加された）
- ちえりとチェリー（2015年)  小説　(中村誠と共著、伊部由起子挿絵) KADOKAWA